# زردپره گودلفسکی
زردپره گودلفسکی (نام علمی: Emberiza godlewskii) نام یک گونه از سرده زردپره‌های معمولی است.